# 炎症

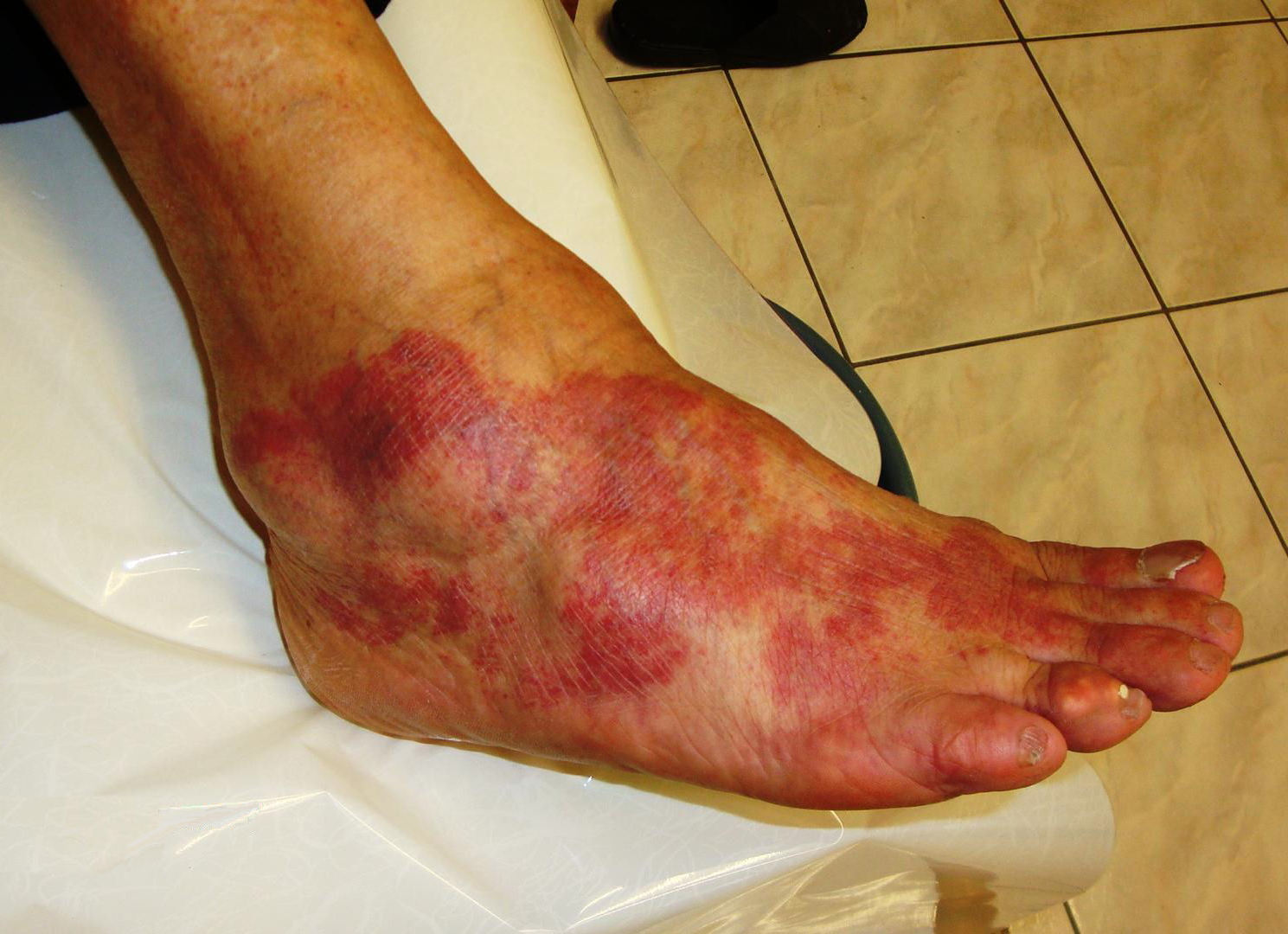
炎症的主要体征包括：发红、发热、肿胀、疼痛和功能丧失。圖中為过敏反应引起的發炎，可以看到其中一些指标。

炎症（inflammation）又稱炎症、炎症反應、炎性反應，是一种涉及免疫细胞、血管和分子介质的保护性反应，属身体组织对有害刺激（如病原、受损细胞、刺激物）的复杂生物反应的一部分。炎症反应是机体感染或损伤时，组织为对抗危险信号而发起宿主免疫反应，通过隔离感染损伤部位，尝试恢复机体平衡，涉及伤口愈合、抵御病原体等体内平衡再生过程。
炎症的中心环节是“血管反应”，即生物組織（具有血管系统的活体组织）对致炎物（病原感染、化學或物理刺激物）或局部损伤（外傷、出血）等刺激，所激發的防御性为主的生理、生化、免疫反應；包括了紅、腫、熱、痛等症狀。此反應是先天免疫系統為移除有害刺激或病原體及促進修復的保護措施，並非如後天免疫系統般針對特定病原體。
炎症介质（inflammatory mediators）是炎症过程中形成或释放，并参与炎症发生发展的内源性和外源性，具生物活性的化学物质。炎症因子（inflammatory factors）在此学术领域，一般则指参与炎症反应的各种细胞因子，诸如促炎细胞因子（pro-inflammatory cytokines）。一般炎症反应可提供机体自我防御及修复，但慢性炎症或炎症失衡会引发各种疾病，产生促炎细胞因子激活免疫细胞，释放大量损伤相关分子模式（damageassociated molecular pattern，DAMP），经血液循环影响患者全身，引发炎症反应， 其临床表现命名为全身炎症反应综合征（ systemic inflammatory response syndrome），而促炎细胞因子不受控的过度释放则称为“细胞因子风暴（cytokine storm）”或“高细胞因子血症（hypercytokinemia）”。2019 冠状病毒病大流行时，严重急性呼吸系统综合征冠状病毒 2（severe acute respiratory syndrome coronavirus 2，SARS-CoV-2）可刺激机体过量产生促炎细胞因子，导致炎症失衡， 恶化为细胞因子风暴而引发各类严重症状。
炎性反應並非等同於感染，即使很多時候發炎是因感染而發生，發炎是生物體對病原體之反應之一。通常情况下，炎症是有益的，是人体的自动防御反应，但是有的时候，炎症可以引起人体自體免疫系統的過敏，進而攻击自身的組織及細胞、如類風濕性關節炎和紅斑狼瘡症等免疫系統過敏病症，免疫系統過敏所生成的COX-2及IL-1α使得軟骨組織疼痛及發炎。
炎性反應可分為急性炎症和慢性炎症。急性炎症是生物體应对有害刺激的初步反應，更多的血漿和白血球（特別是粒細胞）從血液移往受損組織。一連串的生化反應進行傳播並促成進一步的炎性反應，當中牽涉局部的血管系統、免疫系統及受損組織內的各個細胞。慢性炎症引致發炎部位的細胞類型改變，組織的毀滅與修復同時進行。
長期發炎可引起一系列疾病，如花粉症、牙周炎、動脈粥樣硬化、類風濕性關節炎，甚至癌症（如膽囊癌），因此炎性反應在正常情況下受生物體緊密監控。

## 主要體徵
急性炎症是短暫過程，通常在數分鐘或數小時內出現及於移除有害刺激後數分鐘或數小時內消退，具有五項主要经典體徵：
- 紅（redness）
- 腫（swelling）
- 熱（heat）
- 痛（pain）
- 功能喪失（loss of function）

前四個「經典特徵」是由古羅馬學者凱爾蘇斯（ca 25 BC—ca 50）提出，而「功能喪失」則是由罗马希腊裔醫學家蓋倫加入，此舉受到廣泛爭議。
炎症中的發紅及發熱是因流往發炎部位的局部血流增加；肿胀是因为促炎性细胞因子导致免疫细胞聚集和浆液渗出；痛感是因炎性反應釋放的化學物（特别是前列腺素E2）刺激使得神經末梢更加敏感；功能障礙则可有多個不同原因。
當急性炎症於體表發生時，以上五個主要體徵都會出現；而若急性炎症發生於內臟時則未必五個體徵都會出現。痛感只有當發炎部位內有感覺神經末梢才會出現，例如急性肺炎不會引起痛感，除非炎症涉及具有痛感神經末梢的壁胸膜。

## 慢性炎症与急性炎症
急性炎症反应（Acute inflammatory response）可在组织损伤和感染后提供保护，它将损伤限制在局部部位，招募免疫细胞消灭入侵的病原体，并启动伤口修复过程。组织损伤后，一些血浆蛋白被激活，包括凝血系统和激肽系统的蛋白。凝血系统的酶促反应会产生纤维蛋白链，这些纤维蛋白链聚集在一起形成血凝块，从而限制了感染向血液的扩散。急性炎症在组织损伤后迅速发生，并相对较快地消退。所导致的组织病变通常是轻微和局部的。
|              | 急性 | 慢性                                                                                               |
| ------------ | --- | -------------------------------------------------------------------------------------------------- |
| 致炎因子     | 細菌性病原體，受損組織                                                                                              | 持續由不能分解之病原體，病毒感染，外物或自體免疫導致的急性炎症                                     |
| 主要牽涉細胞 | 嗜中性球（主要），嗜鹼性球（炎性反應），嗜酸性球（應對寄生蟲），無顆粒白血球（mononuclear cells，單核球及巨噬細胞） | 無顆粒白血球（mononuclear cells，單核球，巨噬細胞，淋巴細胞及漿細胞），成纖維細胞                  |
| 主要介質     | 血管活性胺（vasoactive amines），類花生酸（eicosanoids）                                                            | IFN-γ及其他細胞因子（cytokines），生長因子（growth factors），活性氧，水解酶（hydrolytic enzymes） |
| 發病         | 即時 | 延遲                                                                                               |
| 為期         | 數天 | 可達數月，甚至數年                                                                                 |
| 結果         | 炎症消退，形成膿腫或變為慢性炎症                                                                                    | 組織受破壞，纖維化，壞死                                                                           |

## 生理機轉
炎症的英文字根來自於拉丁語：，意思是火燒。當生物組織受到某種刺激如外傷、感染等，一些特定的細胞因子就會活化自身的環氧酶/環氧化酵素（cyclooxygenase，簡寫 COX），其中包括COX-1及COX-2兩大類。COX會使花生四烯酸大量轉變為PGE2和PGF2α等前列腺素。最近發現，COX-2在大多數正常組織都未能找到。它是一個誘導酶，功能為活化巨噬細胞或其他細胞，充斥於炎症組織。多在癌症部位找到，相信與免疫障礙有關。發炎部位產生熱，是因為血管擴張素或稱組織胺被釋出來擴張血管增加血液流量造成的。血管扩张会增加受伤部位的血流量，导致组织发热和变红。血管渗透性的增加会使液体从血管渗入受损组织，从而导致肿胀（水肿）。有一些細胞釋出名為IL-17的炎性細胞因子（Inflammatory cytokines），或舊稱白细胞介素（Interleukin-1alpha）等物質。他們負責聯絡白血球、活化特定的白血球白三烯來抵擋致敏原。細胞因子還包括趋化因子，會啟動細胞趋化機制以及干擾素（具抗病毒效果），中止宿主細胞進行蛋白質的合成。生長因子與細胞毒性分子也可能被釋出，進行組織的療癒。

## 引發炎症的原因
- 烧伤
- 化学刺激（包括新舊代謝所產生的物質－如尿酸）
- 冻伤
- 毒素（包括新舊代謝物）
- 病原菌感染
- 細胞坏死
- 物理损伤，钝的或尖的
- 超敏反应引起的免疫反应
- 离子辐射
- 异物，包括碎片、泥土

## 抗發炎治療
- 非類固醇抗發炎劑
- 類固醇
- 生物活性化合物（英語：Bioactive compounds）[10]
- 健康補充劑，比如鳳梨蛋白酶
- 物理治療，比如冷療
- 運動，可刺激身體釋放肌肉激素（英语：Myokine）[11]

## 常见炎症
- 皮炎
- 脑炎
- 角膜炎
- 结膜炎
- 鼻炎
- 中耳炎
- 牙龈炎
- 咽炎
- 扁桃體炎
- 肺炎
- 肝炎
- 肠炎
- 痢疾
- 前列腺炎
- 子宫内膜炎
- 宫颈炎
- 盆腔炎
- 甲溝炎

## 外部連結
- 非類固醇消炎止痛藥-香港醫院藥劑師學會
- 病理學-發炎（Inflammation） （页面存档备份，存于）